# Campionato italiano di ciclismo su strada 1928
Il Campionato italiano di ciclismo su strada 1928 si svolse su tre prove dal 17 giugno al 29 luglio 1928 e vide l'affermazione di Alfredo Binda.

## Calendario
| Data      | Evento                 | Vincitore           | Squadra         |
| --------- | ---------------------- | ------------------- | --------------- |
| 17 giugno | Predappio-Roma (1928)  | Alfredo Binda       | Legnano-Torpedo |
| 29 giugno | Milano-Modena (1928)   | Costante Girardengo | Maino-Dunlop    |
| 29 luglio | Giro del Veneto (1928) | Alfredo Binda       | Legnano-Torpedo |

## Classifica
| Pos. | Corridore           | Squadra         | Punti |
| ---- | ------------------- | --------------- | ----- |
| 1    | Alfredo Binda       | Legnano-Torpedo | 11    |
| 2    | Antonio Negrini     | Maino-Dunlop    | 7     |
| 3    | Costante Girardengo | Maino-Dunlop    | 4     |
| 3    | Pietro Fossati      | Maino-Dunlop    | 4     |
| 5    | Gaetano Belloni     | Wolsit-Pirelli  | 3     |
| 6    | Giovanni Brunero    | Legnano-Torpedo | 2     |
| 6    | Alfonso Piccin      | Bianchi-Pirelli | 2     |
| 6    | Domenico Piemontesi | Bianchi-Pirelli | 2     |
| 9    | 5 ciclisti ex æquo  | -               | 1     |